# Força oclusal
Em oclusão, força oclusal é o resultado da força muscular aplicada aos dentes oponentes; é a força criada pela ação dinâmica dos músculos durante o ato fisiológico de mastigação; resultado da atividade muscular aplicada aos dentes antagonistas.